# Hôtel de Coëtlogon
L’hôtel de Coëtlogon ou hôtel Giraud est un ancien hôtel particulier, situé au no 3, place Vendôme, dans le 1er arrondissement de Paris.
Construit par l'architecte Jacques V Gabriel, de 1719 à 1721, pour le financier John Law de Lauriston puis pour René-Charles-Élisabeth de Coëtlogon, il abrite, avec l'hôtel d'Orsigny au no 5, l'hôtel Bristol, de 1840 à 1914.
Il appartient, depuis 1989, à Hassanal Bolkiah, sultan de Brunei.

## Situation
L’hôtel est situé au sud de la place et est mitoyen de l’hôtel Batailhe de Francès au no 1 et de l’hôtel d’Orsigny au no 5.

## Historique
En 1703, l’architecte Pierre Bullet achète le terrain, qu’il revend non-bâtit, au financier John Law de Lauriston en 1718.
En 1719, l’hôtel est construit par l’architecte Jacques V Gabriel, mais reste néanmoins inachevé lorsqu’il est revendu, en 1720, au vicomte René-Charles-Élisabeth de Coëtlogon, syndic des États de Bretagne, qui en achève la construction l’année suivante.
En 1729, le vicomte le vend au fermier général Marie-Olivier de Montluçon, qui le cède, en 1751, à son neveu, Jacques-Olivier de Vaugier, receveur des finances de Lyon.
En 1778, le fermier général, Jean-Louis Loiseau de Béranger de Mauléon, l’acquiert pour le revendre seulement deux plus tard, à Michel de Laborde de Monpezat, conseiller à la cour des aides, dont le frère le cède, en 1783, à Philippe-Laurent de Joubert.
En 1788, l’hôtel est acquis par le sculpteur Jean-Baptiste Giraud, membre de l’académie des Beaux-Arts, qui y installe une galerie de sculptures. Les héritiers de Giraud vendent l’hôtel à Roger Monlenard, en 1839. Ce dernier acquiert également le 5, les fait communiquer et fonde l’année suivante, l’hôtel Bristol.
Cet hôtel, reçoit, avec l’hôtel du Rhin, sis dans les no 4 et no 6 de la place, toutes les têtes couronnées de l’époque, comme : le roi Édouard VII en 1909, le prince Alexandre de Serbie, ou encore le roi Charles Ier de Portugal qui y descend une dernière fois en novembre 1907 avant son décès le 1er février 1908. L’hôtel ferme ses portes en 1914, à l’aube de la Première Guerre mondiale.
Les deux hôtels sont vendus en 1919, à la société foncière de la place Vendôme, qui loue l’ensemble à la Banker’s Trust Company, jusqu’en 1940. Des travaux d’envergure sont engagés en 1920, sous la houlette de l’architecte Charly Knight.
En 1989, les deux hôtels sont vendus à Hassanal Bolkiah, sultan de Brunei, qui y fait réaliser de nombreux travaux d’aménagement, notamment par l’architecte d’intérieur, Jacques Garcia, qui, grâce à cette réalisation, s’offre le château du Champ-de-Bataille en 1992.
Très rarement habité, les deux édifices sont encore aujourd’hui la propriété du sultan de Brunei. Ils font également partie des rares hôtels de la place à être exclusivement «bourgeois», ne possédant aucun locaux commerciaux au rez-de-chaussée.

## Protection
L’hôtel est classé partiellement aux monuments historiques, pour ses façades et toitures, par arrêté du 18 août 1990.